# Reggie Collier
Reginald C. Collier (Biloxi, 14 marzo 1961) è un ex giocatore di football americano statunitense che ha giocato nel ruolo di quarterback nella National Football League, nella United States Football League e nella Arena Football League. Fu scelto nel corso del sesto giro (162º assoluto) del Draft NFL 1983 dai Dallas Cowboys. Al college giocò a football alla Southern Mississippi University.

## Carriera professionistica
Nel 1983, Collier fu scelto dai Dallas Cowboys nel quinto giro del Draft NFL 1983 e dai Birmingham Stallions della United States Football League come terzo assoluto del Draft USFL 1983, il primo della storia della neonata lega, optando per firmare con questi ultimi. In seguito giocò in quella lega con Washington Federals e Orlando Renegades, con cui ottenne i migliori successi professionistici sotto la guida dell'allenatore Lee Corso. Coi Renegades, Collier passò 2.578 yard e 13 touchdown, subendo 16 intercetti. Corse inoltre 606 yard e segnò altri 12 touchdown.
Nel 1986, Collier, dopo la chiusura della USFL, firmò coi Cowboys che ne detenevano i diritti nella NFL. Con essi giocò anche nel ruolo di wide receiver a causa degli infortuni che colpirono la squadra. Dopo una sola stagione fu svincolato e firmò coi Pittsburgh Steelers nel 1987, dove disputò le ultime due gare della sua carriera nella NFL.
Nel 1991, Collier firmò con gli Orlando Predators della Arena Football League, giocando la maggior parte della stagione come riserva di Ben Bennett. Nel 1993 disputò l'ultima stagione professionistica con la maglia degli Albany Firebirds.

## Palmarès
- Numero 10 ritirato dai Southern Miss Golden Eagles

## Statistiche
NFL
| Yard passate  | 206  |
| Touchdown     | 3    |
| Intercetti    | 3    |
| Passer rating | 86,6 |

Arena Football
| Yard passate  | 1.923 |
| Touchdown     | 36    |
| Intercetti    | 9     |
| Passer rating | 83,03 |